# Dainis Ozols
Dainis Ozols (* 11. September 1966 in Smiltene) ist ein ehemaliger lettischer Radsportler.

## Biografie
Dainis Ozols nahm an den Olympischen Sommerspielen 1992 teil, wo er die Bronzemedaille im Straßenrennen gewann. Im gleichen Jahr konnte er auch die Regio-Tour gewinnen. 1994 konnte er mit dem Sieg beim Circuit Franco-Belgie den nächsten Erfolg feiern. Es folgten zwei weitere Olympiateilnahmen 1996 im Straßenrennen und 2000 ebenfalls im Straßenrennen sowie im Einzelzeitfahren.
Zwischen 1997 und 1999 wurde Ozols drei Mal Landesmeister von Lettland im Einzelzeitfahren. Zudem konnte er 1997 die Tour of Małopolska und die Rheinland-Pfalz-Rundfahrt als Sieger beenden.